# Levrézy
Levrézy, parfois orthographié Levrezy, est une localité de Bogny-sur-Meuse et une ancienne commune française, située dans le département des Ardennes en région Grand Est.
Elle participe, avec Château-Regnault et Braux, à la formation de Bogny-sur-Meuse, en 1967.

## Géographie
La commune avait une superficie de 3,70 km2

## Histoire
Levrézy fut, jusqu'en 1778, un hameau de la collégiale de Braux.
Depuis la fin du XVIe siècle, un pèlerinage, attirait des foules de plus en plus nombreuses le dernier dimanche de septembre dans un oratoire doté d'une statue. Selon la chronique religieuse de l'époque, des miracles s'y produisaient.
Ce succès religieux incita le gouverneur de la place de Château-Regnault de faire bâtir un hospice attenant à la chapelle. Les chanoines de la collégiale, voyant partir des revenus au profit d'autres religieux, tentèrent d'entraver le projet. En vain. L'hospice fut érigé avec l'aval de archevêque de Reims Gabriel Gifford. En 1644, la soldatesque endommagea l'oratoire qui fut rendu au culte en 1645.
Le cardinal Charles Antoine de La Roche-Aymon érigea Levrézy en succursale ; ce qui fut fait en 1778 ; l'église fut bénie et dédiée à Notre-Dame-de-l'Assomption. Levrézy devenait une paroisse à part entière.
Par arrêté préfectoral du 10 novembre 1966, la commune de Levrézy fusionne le 1er janvier 1967 avec les communes voisines de Braux et Château-Regnault-Bogny pour former la commune de Bogny-sur-Meuse.

## Administration
| Période                                  | Période | Identité                  | Étiquette | Qualité                 |
| ---------------------------------------- | ------- | ------------------------- | --------- | ----------------------- |
| Les données manquantes sont à compléter. |         |                           |           |                         |
| 1919                                     | 1934    | Victor Lenoir (1879-1952) | SFIO      | Employé puis industriel |

## Démographie
La commune recense 198 habitants en 1793 et en compte 1154 en 1962, dernier recensement avant la fusion.
| 1793 | 1800 | 1806 | 1821 | 1831 | 1836 | 1841 | 1846 | 1851 |
| ---- | ---- | ---- | ---- | ---- | ---- | ---- | ---- | ---- |
| 198  | 235  | 245  | 291  | 333  | 360  | 380  | 417  | 406  |

| 1856 | 1861 | 1866 | 1872 | 1876 | 1881 | 1886 | 1891 | 1896 |
| ---- | ---- | ---- | ---- | ---- | ---- | ---- | ---- | ---- |
| lac. | lac. | 462  | 564  | 614  | 656  | 599  | 577  | 639  |

| 1901 | 1906 | 1911  | 1921 | 1926  | 1931  | 1936  | 1946 | 1954  |
| ---- | ---- | ----- | ---- | ----- | ----- | ----- | ---- | ----- |
| 809  | 932  | 1 138 | 980  | 1 064 | 1 120 | 1 067 | 934  | 1 073 |

| 1962  | - | - | - | - | - | - | - | - |
| ----- | - | - | - | - | - | - | - | - |
| 1 154 | - | - | - | - | - | - | - | - |

Histogramme

(élaboration graphique par Wikipédia)

## Lieux et monuments
- Église Notre-Dame.
- Chapelle au cimetière (chemin du cimetière).